# Wschodni Dworzec Autobusowy w Mińsku
Wschodni Dworzec Autobusowy (biał. Усходні аўтавакзал, Uschodni autawakzał, ros. Восточный автовокзал, Wostocznyj awtowokzał) – dworzec autobusowy w Mińsku na Białorusi, mieszczący się pod adresem ul. Waniejewa 34, w południowo-wschodniej części miasta. Zbudowany w 1983 roku.